# Panwapa
Panwapa es un programa de televisión de Sesame Workshop. Se desarrolla en la Isla de Panwapa, una isla ficticia con la idea inicial de que la isla puede flotar por los océanos alrededor del mundo libremente. Esto permite que los residentes de la isla puedan visitar libremente a los niños de cualquier parte del mundo, y explorar culturas diferentes.
El programa debutó en el canal de cable digital/on demand PBS Kids Sprout en 28 de enero de 2008. Como la mayoría de los programas para niños de la PBS, Panwapa tiene su propia página web, donde los televidentes del programa pueden aprender más sobre sus personajes y temas, así como también participar en varias opciones interactivas relacionadas con el programa.
Oh Danny Boy es cantada en el primer episodio.